# Le Cri Catalan
Le Cri Catalan (‘El crit català’) fou un setmanari fundat el 1907 a Perpinyà per Joan Payra i Víctor Dalbiez, que portava el subtítol «satíric, literari, teatral, esportiu i mundà». El seu director més destacat fou Albert Bausil. Era escrit totalment en francès, i el català només hi servia com a element d'expressió folklòrica.
A final del 1916 prengué orientació política socialista i a les seves pàgines atacà el xovinisme i el nacionalisme, destacant especialment la seva campanya contra l'aleshores ministre i posteriorment cap de govern francès Georges Clemenceau. El 1917 Bausil en va fer un setmanari literari, local i satíric i va canviar la capçalera en Le Coq Catalan. A partir del 1930 fou succeït per Le Cri Socialiste dirigit per Joan Payra.